# Су Мет
Су Мет, известный также как Соу Самет или Та Мет (1937 — 14 июня 2013, Баттамбанг) — камбоджийский военачальник и революционер, активный участник гражданской войны, в 1975—1979 гг. — командующий военно-воздушными силами Камбоджи (Демократической Кампучии). Участвовал в вооруженной борьбе против провьетнамского режима Хенг Самрина, входил в состав верховного командования армии повстанцев. В 1990 году сдался властям, впоследствии служил в вооруженных силах Королевства Камбоджа.
Обвинялся в военных преступлениях международным трибуналом, однако под давлением правительства Хун Сена в 2011 году дело было прекращено.

## Биография
Су Мет был сыном одного из полевых командиров Красных Кхмеров. После переворота в 1970 году присоединился к повстанцам, участвовал в вооруженной борьбе против проамериканского режима Лон Нола. За несколько дней до падения Пномпеня в апреле 1975 участвовал в штурме аэропорта Почентонг. По прямому указанию Сон Сена, в 1975 году был назначен командующим 502-й дивизией Революционной армии Кампучии, затем стал командующим военно-воздушными силами.
В ноябре 1978 года вошёл в состав ЦК Компартии Кампучии и Генерального штаба, участвовал в принятии государственных решений. В 1976 году стал одним из организаторов внутренних чисток в рядах полпотовской армии, в результате которых сотни офицеров 502-й дивизии были арестованы и убиты в печально известной тюрьме S-21.
После начала вьетнамской интервенции и свержения режима Пол Пота в январе 1979 года, продолжил вооруженную борьбу против провьетнамского режима Хенг Самрина, став представителем второго поколения лидеров Красных Кхмеров. В 1990 году Су Мет сдался правительству Хун Сена, который пообещал ему амнистию. В 1996 году Су Мет продолжил службу уже в Королевских вооруженных силах Камбоджи, в 2005 году стал заместителем командующего Регионом 5.